# Marcetella moquiniana
Marcetella moquiniana är en rosväxtart som först beskrevs av Philip Barker Webb och Berthel., och fick sitt nu gällande namn av Eric R.Svensson Sventenius. Marcetella moquiniana ingår i släktet Marcetella och familjen rosväxter. Inga underarter finns listade i Catalogue of Life.

## Bildgalleri

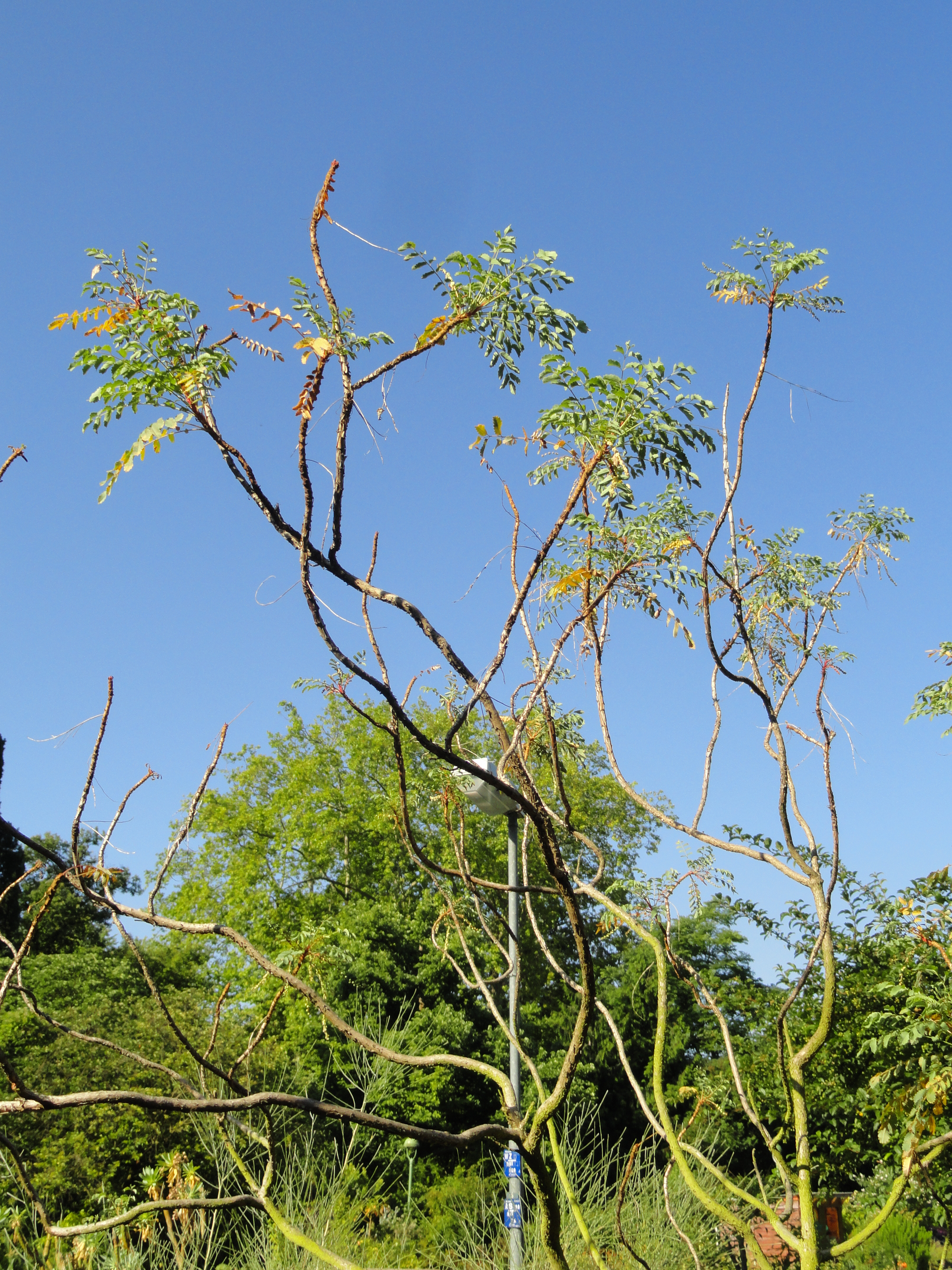
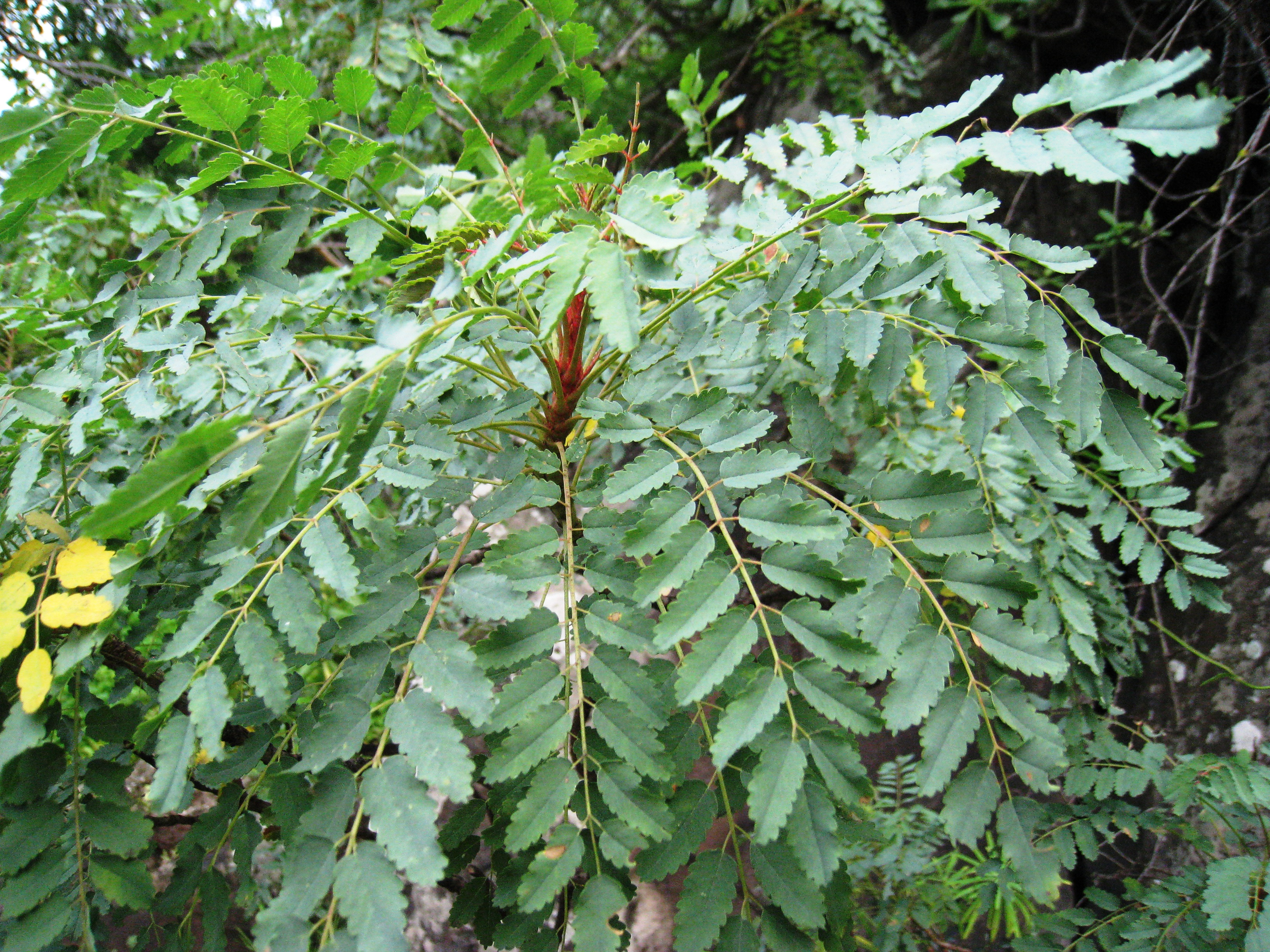
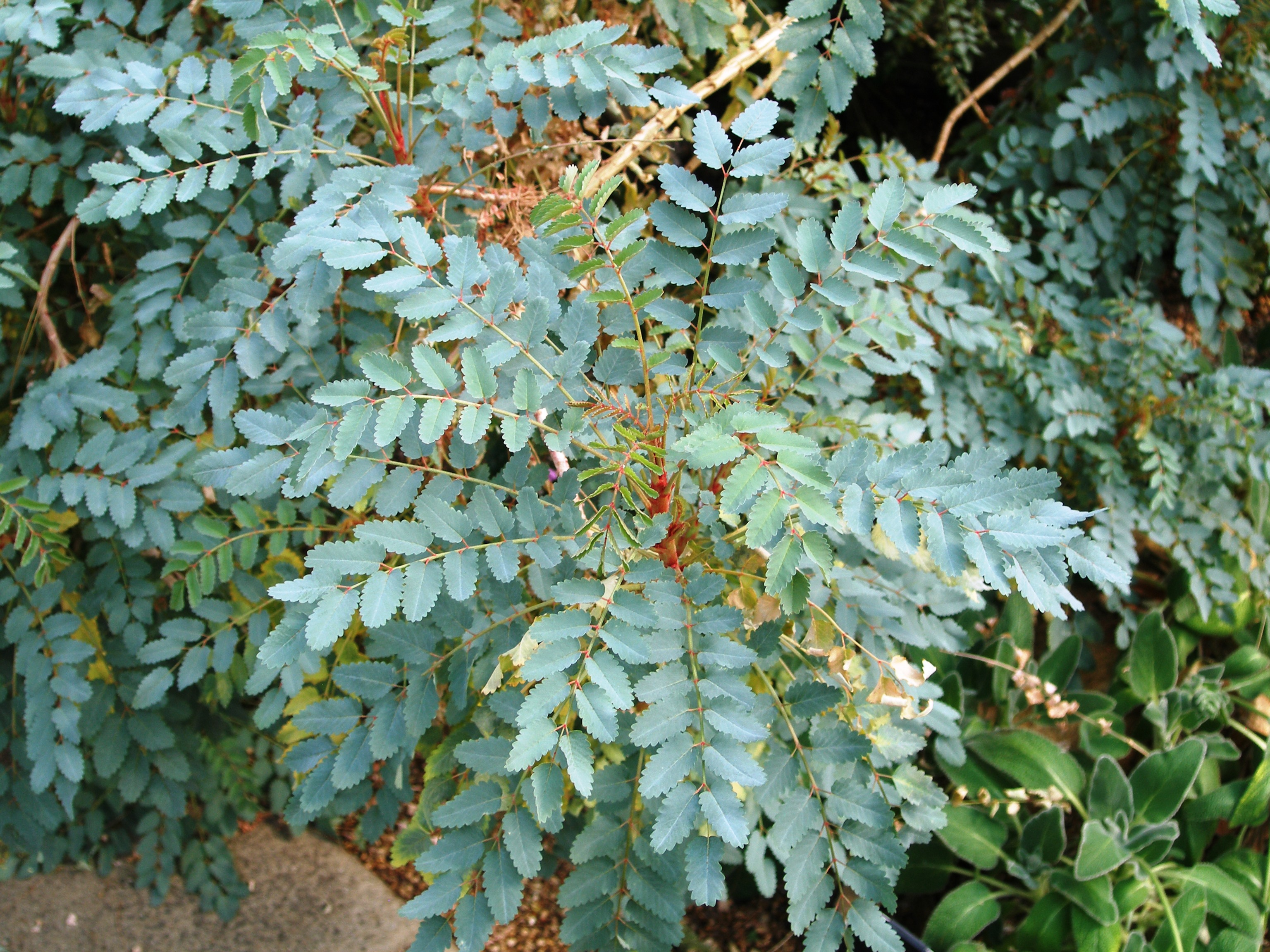
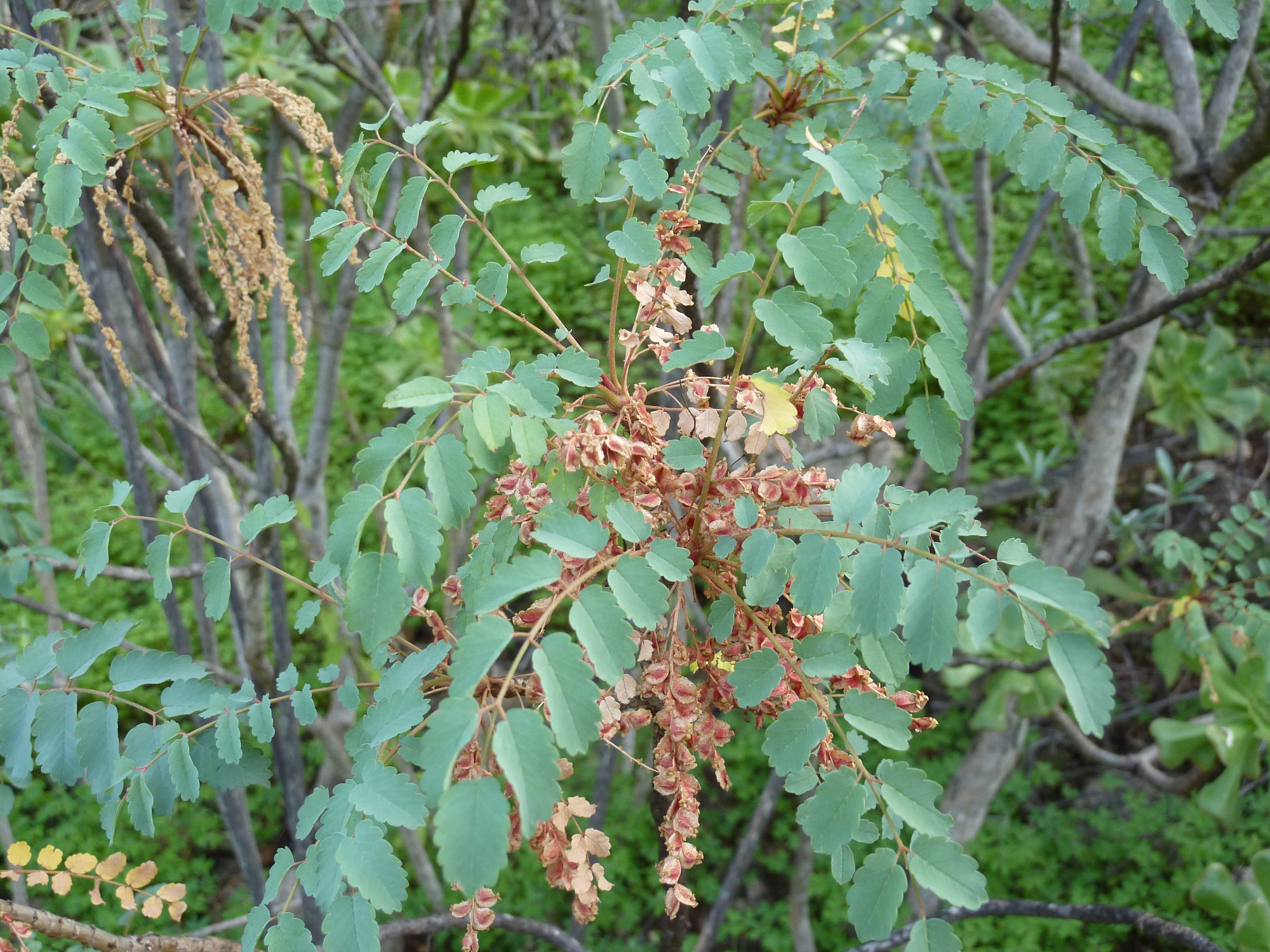
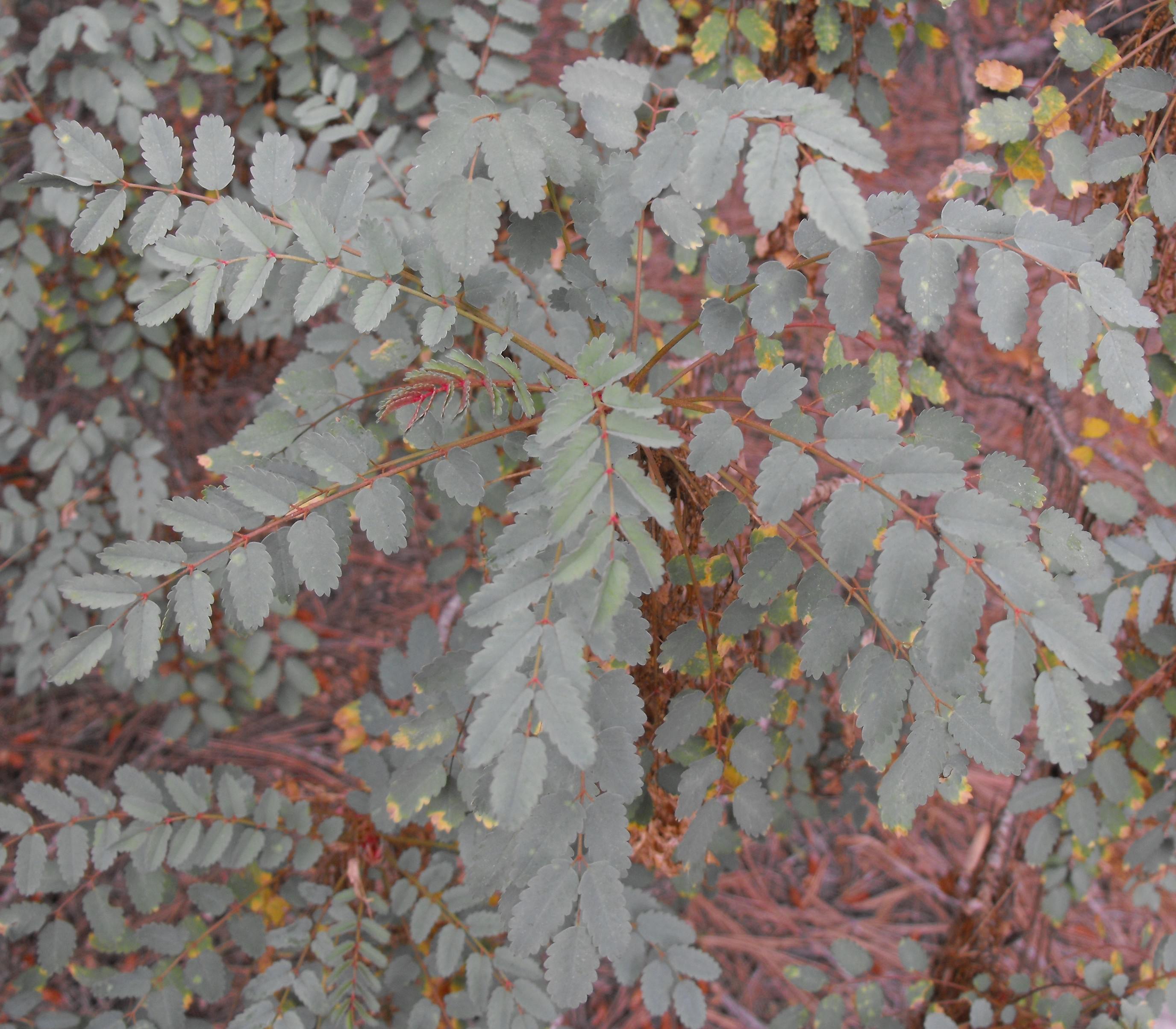